# 江苏路1号住宅
36°3′44.6″N 120°19′18.6″E / 36.062389°N 120.321833°E
江苏路1号住宅，又称英商住宅旧址、怡和洋行别墅旧址，是位于中国山东省青岛市市南区江苏路1号的一座住宅，约建于1914年，现为市南区一般不可移动文物。

## 历史
江苏路1号住宅约建于1914年，与北侧同期建设的江苏路3号、湖南路4号同为德国商人海因里希·阿伦斯（德語：Heinrich Ahrens）创办的建筑公司的地产。1914年11月日英联军占领青岛后，青岛德侨产业被日军没收拍卖，该楼可能于此时转手至英商怡和洋行名下，为怡和洋行经理住宅。据记载，青岛怡和洋行历任经理有葡萄牙人库克、英国人康乃培、满理、罗斯等人。另有资料称该楼曾为英国商人库克（英語：E. J. Cooke）住宅。1941年12月太平洋战争爆发后，日军将青岛英美侨民临时集中关押在江苏路1号、3号、湖南路4号三座住宅中，直至1942年将其转移至潍县乐道院关押。该楼现仍为住宅，为军产。2000年，该建筑以“英商住宅旧址”之名列入第一批青岛市历史优秀建筑。2012年11月6日列入市南区未核定为文物保护单位的不可移动文物（一般不可移动文物）名录。2016年11月，该楼曾经历翻修。

## 建筑特色
该建筑位于江苏路广西路路口东北角，占地面积1106.67平方米，建筑面积834.7平方米，楼高二层，设阁楼与地下室，砖木结构。外立面富于变化，大致呈三段式布局，花岗岩粗面石砌墙基，南立面建有石砌楼梯与平台通往地上一楼。西南角建有六角阳台，其上方以圆柱支撑挑檐，屋顶为红瓦蒙莎屋顶。

## 图集
- 日军占领后的青岛江苏路南段，最右侧为今江苏路1号
- 江苏路1号第一次日占时期旧影
- 江苏路1号，2017年8月